# بدر-مالینگ، دانمارک
بدر-مالینگ (به دانمارکی: Beder-Malling) یک منطقهٔ مسکونی در دانمارک است که در شهرداری آرهوس واقع شده‌است. بدر-مالینگ ۸٬۳۲۵ نفر جمعیت دارد.